# Patrick Richard McCarthy
Para el precursor del deporte argentino, véase Patrick McCarthy.
Patrick Richard McCarthy (Dublín, Irlanda, 31 de mayo de 1983) es un exjugador y entrenador de fútbol irlandés. 

## Carrera como jugador
McCarthy nació en Dublín. Se unió al Leicester City en marzo de 2005 por una tarifa de £100,000 del Manchester City, firmando un contrato de tres años. Nunca había jugado para el primer equipo del Manchester City, pero había disfrutado de periodos de préstamo en el Boston United y el Notts County durante 2002 y 2003. Boston había hecho una oferta para fichar a McCarthy en forma permanente en febrero de 2003.
McCarthy se convirtió en el favorito de los fanáticos del Leicester debido a su estilo de juego sensato, y en julio de 2006 fue nombrado capitán del club para la temporada 2006-07. Su temporada se vio interrumpida cuando se dislocó el hombro en un accidente de entrenamiento en febrero de 2007. No obstante, McCarthy expresó su deseo de dejar Leicester antes del comienzo de la próxima temporada, a pesar de que le ofrecieron un nuevo contrato.
McCarthy se mudó al Charlton Athletic por una tarifa de £ 650,000 en junio de 2007, pero pasó solo un año en The Valley, moviéndose por el sureste de Londres para firmar para Crystal Palace en el verano de 2008, con Mark Hudson viajando en la dirección opuesta. McCarthy estaba preocupado por una serie de lesiones en el hombro que le impidieron jugar en gran parte de las temporadas 2008-09 y 2009-10, pero esto no impidió que fuera nombrado capitán del Palace en el período previo a la temporada 2010-11.
McCarthy se perdió toda la temporada 2012-13 por una lesión en la ingle y solo hizo una aparición en la siguiente temporada de la Premier League. A pesar de esto, firmó una extensión de contrato por un año con Palace en septiembre de 2014. A pesar de recibir un nuevo contrato, las posibilidades del primer equipo seguían siendo limitadas, por lo que, el 3 de octubre de 2014, McCarthy se unió al Sheffield United en un contrato inicial de préstamo de un mes e hizo su debut al día siguiente en una derrota por 3-2 a domicilio ante el Chesterfield. Al final del período de préstamo, McCarthy regresó a Palace y fue nombrado entre los suplentes para un partido fuera de casa contra el Manchester United el 8 de noviembre. Sin embargo, el 11 de noviembre se confirmó que el préstamo de McCarthy con los Blades se había renovado hasta el 28 de diciembre de 2014. En su primer partido de regreso en el United, McCarthy fue expulsado en un derbi de Yorkshire frente al Doncaster Rovers con diez hombres que el United finalmente ganó 1-0.
McCarthy fichó cedido por el Bolton Wanderers en marzo de 2015, un bromista había llamado por teléfono al técnico del West Bromwich Albion Tony Pulis haciéndose pasar por el técnico del Bolton Neil Lennon semanas antes, con una consulta para Gareth McAuley como principal punto de interés. Pulis mismo recomendó a su antiguo capitán del Palace, McCarthy, a quien Bolton firmó debidamente en un incidente no relacionado más adelante en la temporada. McCarthy hizo cinco apariciones con la camiseta del Bolton, pero tuvo que regresar a Palace después de lesionarse en el empate 2-2 de Wanderers ante el Brentford en Griffin Park.
McCarthy fichó por el recién ascendido Preston North End el 3 de octubre en un préstamo de 93 días, y entró directamente en el equipo para hacer su debut contra el Sheffield Wednesday el mismo día. Sin embargo, fue sustituido a los 10 minutos por lesión. El 13 de junio de 2016, se anunció que Crystal Palace liberaría a McCarthy al vencimiento de su contrato el 30 de junio.

## Carrera internacional
Actuó también para la Sub-21 y la selección B. En septiembre de 2009, McCarthy recibió una convocatoria del entonces técnico Giovanni Trapattoni para un amistoso contra Sudáfrica disputado en Limerick, donde fue suplente no utilizado.

## Carrera como entrenador
El 2 de diciembre de 2016, seis meses después de su retiro del juego, McCarthy fue nombrado entrenador de menores de 18 años en Crystal Palace, en sustitución de Ken Gillard, quien dejó el club en noviembre para unirse al Arsenal.
El 17 de marzo de 2023, tras el despido del entrenador Patrick Vieira, el club anunció que McCarthy asumiría el cargo de entrenador del primer equipo de forma interina. Su único partido a cargo fue una derrota fuera de casa por 4-1 ante los líderes de la liga Arsenal.

## Clubes

### Como jugador
| Club                       | País       | Año       |
| -------------------------- | ---------- | --------- |
| Manchester City            | Inglaterra | 2002-2005 |
| Boston United (cedido)     | Inglaterra | 2002-2003 |
| Notts County (cedido)      | Inglaterra | 2003      |
| Leicester City             | Inglaterra | 2005-2007 |
| Charlton Athletic          | Inglaterra | 2007-2008 |
| Crystal Palace             | Inglaterra | 2008-2016 |
| Sheffield United (cedido)  | Inglaterra | 2014      |
| Bolton Wanderers (cedido)  | Inglaterra | 2015      |
| Preston North End (cedido) | Inglaterra | 2015      |

### Como entrenador
| Club                      | País       | Año  |
| ------------------------- | ---------- | ---- |
| Crystal Palace (interino) | Inglaterra | 2023 |